# Samir Zaoui
Pour les articles homonymes, voir Zaoui.
Samir Zaoui (en arabe : سمير زاوي), est un footballeur international algérien, né le 3 juin 1976 à Aïn Boucif dans la banlieue de Médéa. Il évolue au poste de défenseur.
Sa première sélection ça été lors de la CAN 2004.
Il compte 24 sélections en équipe nationale entre 2003 et 2010.

## Carrière d’entraîneur
Après avoir pris la retraite footballistique, Samir Zaoui a intégré le staff technique de l'ASO Chlef, et s'est vu confier plusieurs fois le poste d’entraîneur intérimaire. Pour la saison 2018-19, Samir est l’entraîneur en chef de l'équipe de l'ASO Chlef, a pour objectif l'accession en D1.

## Statistiques
| Saison                | Club                  | Championnat           | Championnat | Championnat | Coupe(s) nationale(s) | Coupe(s) nationale(s) | Compétition(s) continentale(s) | Compétition(s) continentale(s) | Compétition(s) continentale(s) | Total | Total |
| Saison                | Club                  | Division              | M.          | B.          | M.                    | B.                    | Comp.                          | M.                             | B.                             | M.    | B.    |
| 2000-2001             | ASO Chlef             | 2                     | -           | -           | -                     | -                     | -                              | -                              | -                              | 0     | 0     |
| 2001-2002             | ASO Chlef             | 2                     | -           | -           | -                     | -                     | -                              | -                              | -                              | 0     | 0     |
| 2002-2003             | ASO Chlef             | 1                     | 28          | 5           | 1                     | 0                     | -                              | -                              | -                              | 29    | 5     |
| 2003-2004             | ASO Chlef             | 1                     | 18          | 0           | 3                     | 0                     | -                              | -                              | -                              | 21    | 0     |
| 2004-2005             | ASO Chlef             | 1                     | 23          | 2           | 6                     | 2                     | -                              | -                              | -                              | 29    | 4     |
| 2005-2006             | ASO Chlef             | 1                     | 25          | 6           | 1                     | 0                     | C3                             | 2                              | 0                              | 28    | 6     |
| 2006-2007             | ASO Chlef             | 1                     | 28          | 2           | 3                     | 0                     | C3                             | 6                              | 0                              | 37    | 2     |
| 2007-2008             | ASO Chlef             | 1                     | 25          | 1           | 3                     | 0                     | -                              | -                              | -                              | 28    | 1     |
| 2008-2009             | ASO Chlef             | 1                     | 22          | 1           | 2                     | 0                     | C1                             | 4                              | 0                              | 28    | 1     |
| 2009-2010             | ASO Chlef             | 1                     | 23          | 0           | 2                     | 0                     | -                              | -                              | -                              | 25    | 0     |
| 2010-2011             | ASO Chlef             | 1                     | 28          | 1           | 3                     | 0                     | -                              | -                              | -                              | 31    | 1     |
| 2011-2012             | ASO Chlef             | 1                     | 21          | 0           | 4                     | 0                     | C3                             | 8                              | 0                              | 33    | 0     |
| 2012-2013             | ASO Chlef             | 1                     | 21          | 0           | 1                     | 0                     | -                              | -                              | -                              | 22    | 0     |
| 2013-2014             | ASO Chlef             | 1                     | 22          | 0           | 1                     | 0                     | -                              | -                              | -                              | 23    | 0     |
| 2014-2015             | ASO Chlef             | 1                     | 16          | 0           | 1                     | 0                     | -                              | -                              | -                              | 17    | 0     |
| Total sur la carrière | Total sur la carrière | Total sur la carrière | 300         | 18          | 31                    | 2                     | -                              | 20                             | 0                              | 351   | 20    |

## Palmarès

### En club
- Champion d'Algérie en 2011 avec l'ASO Chlef.
- Vice-champion d'Algérie en 2008 avec l'ASO Chlef.
- Vainqueur de la coupe d'Algérie en 2005 avec l'ASO Chlef.
- Accession en Ligue 1 en 2002 avec l'ASO Chlef.

### Sélection nationale d'Algérie
Samir Zaoui compte 24 sélections avec l'équipe nationale d'Algérie, deux participations en Coupe d'Afrique des nations, la première en Tunisie 2004 et la deuxième en Angola 2010.
Samir fait partie des sept joueurs écartés de l'équipe d'Algérie juste avant la participation en coupe du monde 2010 En Afrique du Sud, à l'issue de la défaite contre la Serbie en match de préparation au Stade 5 Juillet 1962 d'Alger, en Algérie.
Le tableau suivant liste les rencontres de l'équipe d'Algérie auxquelles Samir Zaoui a participé, depuis le 29 mars 2003 jusqu'au 03 mars 2010.